# 햘마르 실라스부오
햘마르 프리돌프 실라스부오(Hjalmar Fridolf Siilasvuo, 1892년 3월 18일 ~ 1947년 1월 11일)는 핀란드의 군인이다.
언론인의 아들로 태어나 법학을 공부했으나 교육부에 배속되며 정치를 하게 되었다. 제1차 세계 대전 때 독일에서 핀란드 엽병대대에 복무했다. 1차대전 이후 핀란드 내전이 터지자 1개 대대의 대대장이 되어 백군에 참여했다. 독선적이지만 교묘한 지휘관이라는 평가를 받는다.
겨울전쟁 당시 대령이었고, 수오무살미 전투에 참전하여 소련 붉은 군대의 2개 사단(제163사단, 제44사단)을 막아내는 임무를 맡는다. 실라스부오는 163사단과 교전하면서 163사단과 44사단이 서로 만난 적이 없음을 간파했다. 실라스부오는 163사단을 상대하면서 병력 일부를 44사단 쪽으로 보내 그 발을 묶게 만들었다. 44사단은 기계화부대였지만 지형이 좋지 않았기 때문에 중장비를 대부분 두고 느리게 움직일 수밖에 없었다. 163사단을 모티 전술로 격파한 뒤 핀란드군은 163사단의 무기를 노획해 44사단을 공격했다. 163사단과의 전투로 인해 지친 상태였으나 소련군 44사단의 좋지 못한 상태를 확인하자 사기가 올라 남북 양쪽에서 협공을 해 무찔렀다..
제163사단 및 제44사단을 격파하여 핀란드군은 전차 85대, 트럭 437대, 군마 1,620마리, 캐넌포 52문, 야포 40문, 대전차포 78문, 트랙터 20대, 대공포 13문, 소총 6,000 정 이상, 그리고 셀 수 없이 많은 총알을 노획했다. 소련군은 문제의 사단 지휘관들을 책임을 물어 처형했다. 이후 실라스부오는 쿠흐모 지역으로 보내져 붉은 군대 제54사단을 상대했다. 실라스부오의 병력은 54사단의 발을 묶는 데 성공했으나 전투 개시 이틀여 만에 전쟁이 끝나 54사단은 살아남을 수 있었다. 겨울전쟁의 전공으로 장군으로 승진했다.
계속전쟁 당시 핀란드 제3군단 군단장이 되어 1941년에 핀란드 북부를, 1944년에 카렐리야 지협을 담당했다. 소련과 휴전이 맺어지자 라플란드의 독일군과 싸웠다.
1944년 12월 21일 만네르헤임 십자장을 수훈했다.
아들 엔시오 실라스부오도 핀란드 육군에서 장성을 지냈다.